# Old-time music
Old-time music (anglicky: hudba starých časů, v 19. století nazývaná country music) je anglické označení žánru lidové hudby Severní Ameriky, s kořeny v lidové hudbě mnoha zemí, včetně Anglie, Skotska, Irska, Francie, Německa a zemí v Africe. Old-time music se vyvíjel spolu s různými severo-americkými lidovými tanci, jako je square dance, buck dance a Clogging. Žánr také zahrnuje balady a další druhy lidových písní. Old-time music se hraje na akustické hudební nástroje (obvykle housle, kytara a banjo).
nazev „old-time music“ byl vymyšlen pro odlišení country music z 18. století od country music z počátku 20. století která "podlehla" vlivu blues.